# Dusponera
Dusponera is een geslacht van vlinders van de familie spinneruilen (Erebidae), uit de onderfamilie Herminiinae.

## Soorten
- D. atrisignalis Hampson
- D. fannia Schaus, 1916
- D. rufula Hampson
- D. semifalcata Dognin, 1914